# Pasi Koskinen
Pasi Koskinen (Helsinki, 1972) è un cantante heavy metal finlandese, conosciuto soprattutto per aver fatto parte della band "Amorphis" dal 1995 al 2004.

## Biografia
È stato membro di varie band: degli Ajattara, (1992-1994), Shape of Despair (1998-2012)  e Mannhai (2005-2009). È stato sposato con la cantante Natalie Koskinen, da cui ha avuto due figlie.

## Discografia

### Con gli Ajattara
Demo
- 1998 - Helvetissä On Syntisen Taivas

Album in studio
- 2001 - Itse
- 2003 - Kuolema
- 2004 - Tyhjyys
- 2006 - Äpäre

Singoli
- 2004 - llon juhla
- 2005 - Joulu-Single
- 2006 - Sika
- 2007 - Tulppaani

### Con gli Amorphis
Album in studio
- 1996 - Elegy
- 1999 - Tuonela
- 2001 - Am Universum
- 2003 - Far from the Sun

EP e singoli
- 1997 My Kantele
- 1999 Divinity
- 2001 Alone
- 2003 Day of Your Beliefs
- 2003 Evil Inside

Compilation
- 2000 - Story - 10th Anniversary
- 2003 - Chapters (CD e DVD)

### Con i Mannhai
- 2006 - Hellroad Caravan

### Con i Shape of Despair
Album in studio
- 2001 - Angels of Distress
- 2004 - Illusion's Play

Compilation
- 2005 - Shape of Despair
- 2006 - Entering the Levitation: a Tribute to Skepticism

### Con i To Separate the Flesh from the Bones
- 2004 - For Those About to Rot (EP)
- 2004 - Utopia Sadistica

### Con i St. Mucus
- 1994 - Evacuate the Bowels